# Grote engelwortel
De grote engelwortel (Angelica archangelica) is een plant uit de schermbloemenfamilie (Umbelliferae of Apiaceae). De plant wordt ook wel aartsengelwortel genoemd. Het is een plant van natte, zeer voedselrijke grond aan waterkanten (onder meer bij het IJsselmeer), rivieroevers en in grienden. De grote engelwortel wordt ook gekweekt in tuinen.
Het is een twee- tot vierjarige soort, die afsterft zodra ze zaad heeft voortgebracht. De wortelstok is fijngeringd en raapvormig, hij is sterk gegroefd en bezet met resten van de wortelbladeren. De wortel is dik, meestal rond de 7 mm dik, en vlezig, uitwendig groen en inwendig wit. De wortel bevat een geel melksap. De met merg gevulde, onderaan zeer dikke stengels hebben een open middenkanaal en worden tot 2,5 m hoog. De stengel is fijn gegroefd, kaal en van boven vertakt.
De grote brede puntige bladeren zijn verdeeld in talrijke kleinere blaadjes met fijngekartelde randen. De onderste grote lichtgroene bladen zijn drievoudig geveerd en hebben een lange, ronde, gootvormig gegroefde en holle steel. De stengelbladen zijn wat minder sterk geveerd en zitten met vliezige, zakvormig opgeblazen scheden aan de stengels. Een dergelijke bladschede omhult ook het nog niet volledig ontwikkelde stengeluiteinde. In de schede verzamelt zich regenwater, waarin allerlei klein gedierte kan voorkomen. De brede bladstelen zijn aan de onderkant verdikt. De reusachtige, tot meer dan 60 cm lange, in omtrek driehoekige bladeren zijn verdeeld in eironde, gezaagde, 3–8 cm lange blaadjes.
De tot 20 cm grote, groenachtige en eindstandige schermen zijn samengesteld uit een aantal kleinere schermpjes. De schermen en schermpjes zijn veelstralig, met twintig tot veertig stralen. De schermgedeelten bovenaan zijn melig. Omwindsel ontbreekt of bestaat slechts uit een tot drie blaadjes. De omwindseltjes zijn talrijk. De bloempjes bloeien van de vroege zomer af, juni tot september, in reusachtige schermen. In het wild is de kleur meestal roze en bij de gekweekte soort geliggroen. De bloemen ruiken mierzoet en zijn overdekt met een laag glimmend nectar. De bloemschermen zien eruit alsof ze "in wijn gedoopt werden". De vruchtbeginsels rijpen tot 1 cm dikke, gele vruchtjes. De breed-elliptische vrucht is plat samengedrukt, met grote vleugels en bestaat uit twee strogele, breedgerande deelvruchten.

## Toepassingen
De plant is vanouds beroemd om zijn geneeskrachtige eigenschappen en wordt plaatselijk nog gekweekt van Midden-Duitsland tot in Toerkestan (zie: toepassingen van Angelica). Uit de zaden en de wortels wordt een zoetgeurende olie geperst, angelica-olie, die wordt gebruikt in de cosmetische industrie, in likeurstokerijen en bakkerijen. Zelfs de stengels en bladstelen worden om hun zoete, geurige smaak gekonfijt. De plant wordt ook gebruikt als toekruid.

## Ondersoorten
Van Angelica archangelica zijn ondersoorten bekend. De ondersoort Angelica archangelica subsp. norvegica (berg-angelica), die in de Zuid-Scandinavische bergen voorkomt, en die gekarakteriseerd is door vruchten met zeer scherpe, duidelijke, holle ribben, en de ondersoort Angelica archangelica subsp. litoralis (strand-angelica), die minder scherpe, lange ribben heeft. De laatstgenoemde komt langs de kusten van Zuid-Scandinavië en de kusten van de Oostzee voor. De Noorse botanicus Faegri vond, dat al het plantenmateriaal, dat hij uit Midden-Europa kreeg, tot de ondersoort Angelica archangelica subsp. litoralis behoorde.
De Midden-Europese cultuurvorm werd door Rikli beschreven als ondersoort Angelica archangelica subsp. officinalis sativa, die zich onderscheidt van de wildgroeiende Angelica archangelica subsp. norvegica door zijn korte hoofdwortel en sterk ontwikkelde bijwortels. Experimentele onderzoekingen uitgevoerd door Faegri hebben echter laten zien, dat genoemd karakter ontstaat wanneer de jonge planten worden overgeplant. Daardoor wordt het groeipunt van de hoofdwortel beschadigd, zodat de bijwortels krachtiger tot ontwikkeling komen. De door Rikli beschreven ondersoort Angelica archangelica subsp. sativa heeft dus volgens Faegri geen taxonomische waarde.